# Neobisium deschmanni
Neobisium deschmanni är en spindeldjursart som först beskrevs av G. Joseph 1882.  Neobisium deschmanni ingår i släktet Neobisium och familjen helplåtklokrypare. Inga underarter finns listade i Catalogue of Life.